# Frederuna
Frederuna (o Frederonne) (en francés: Frédérune o Frérone) (887–917) fue la hermana de Beuve II, obispo de Châlons-sur-Marne, y la primera esposa del rey Carlos III de Francia, con quien se casó en 907. Tuvieron seis hijas: Ermentrude, Gisela, Frederuna, Adelais, Rotrude, e Hildegarde.
Frederuna fue una persona muy religiosa. Murió en Lorena en 917. La sucedió como reina consorte Edgiva de Wessex, una hija de Eduardo el Viejo de Mercia.